# Мариса
Мариса (Marisa) — женское имя. Именины приходятся на 12 сентября.

## Происхождение
Подобно имени Марисса, оно происходит от латинского слова maris, означающего «из моря».
В испанском и итальянском языках имя представляет собой производное, полученное соединением частей имён Мария и Луиза (Maria + Luisa), или же Мария и Элиза, и несёт тот же смысл, что и исходные имена; в другом сочетании также образуется имя Marilu. В редких случаях (в основном в Южной Италии) оно может представлять собой объединение частей имён Мария и Розария (Maria + Rosaria). Также является краткой уменьшительной формой фамильярного обращения к именам Мария Изабель (Мари Элизабет) или Мария Луиза (Мари Луиза, Мари-Луи).
В варианте, связанном с именем Мари, Мариса означает «желанный ребёнок».
Официальная ономастика утверждает происхождение имени от сочетания частей имён Мария и Луиза.
Послужило эпонимом для астероида (1485) Иса.

## Распространение
В Италии имя Мариза особенно было популярно в 1930-х, оно входило в двадцатку наиболее популярных имён для девочек, родившихся в 1933-1939 годах. В 1931 году имя Мариза занимало третье по популярности место из наиболее распространённых имён для девочек, рождённых в Риме.
По данным Центра регистрации населения в Финляндии имя Marisa с 1900 до 2000 года было дано в сумме 300 детям. В период с 2000 по 2005 год имя давалось 33 девочкам. У финнов для этого имени дня именин нет.
Согласно информации Статистического управления Республики Словения, на 31 декабря 2007 года в Словении было 85 женщин с именем Marisa.
Варианты имени в разных языках
- во французском — Maryse
- в нидерландском — Maryse
- в английском — Marisa, Marissa
- в португальском — Marisa
- в испанском — Marisa

В итальянском языке также используются мужские формы имени: Marisello, Mariso и Marisio.